# ドングリキツツキ
ドングリキツツキ（団栗啄木鳥、学名: Melanerpes formicivorus）は、キツツキ目キツツキ科の鳥。

## 分布
北アメリカから中央アメリカにかけて分布する。

## 形態
全長20 cmほどで、頭頂部が赤くなっている。

## 生態
森林に生息し、群れで縄張りを構えて生活する。

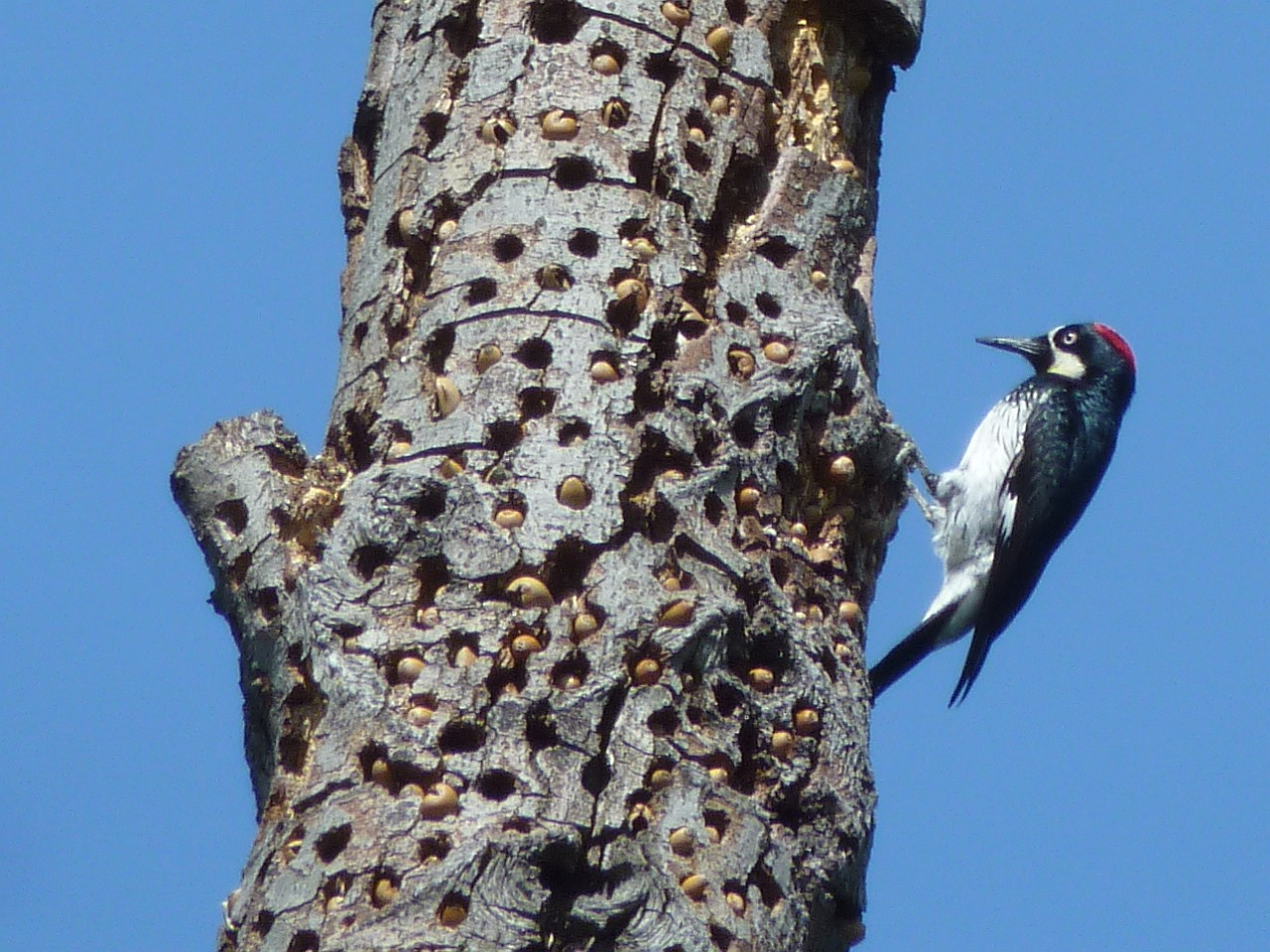
ドングリキツツキと、穴だらけになりドングリを詰められた木

主に昆虫、果実、樹液などを食べるが、これらが少なくなる秋から冬にかけては、ドングリを食べる。
木に穴を開けたり、樹皮の間に挟むなどしてドングリを大量に貯蔵する習性がある。貯蔵用の穴は、群れの仲間で代々使い続けられるため、1本の木に5万個ものドングリが貯蔵されていた例も報告されている。このドングリを他の鳥などに食べられてしまわないよう、群れには見張り役がいる。